# Brough Superior
Brough Superior foi uma empresa inglesa fabricante de motos, conhecida como "Rolls-Royce of motorcycles", que produziu entre 1921 e 1940. A fábrica, em Nottingham, foi bombardeada durante a Segunda Guerra Mundial e não foi reativada no pós-guerra. 
A marca foi fundada por George Brough, filho do fabricante de motos William Brough, que estava vocacionado para motos mais utilitárias, por ter uma filosofia diferente do seu pai e querer produzir modelos mais desportivos de grande qualidade. Fabricou principalmente motos com motores de 2 cilindros em “V” com cilindradas de 678cc, 746cc, 980cc, 996 e 1150cc, produzidos pela JAP, MAG e Matchless, algumas vezes especialmente para a Brough Superior. 
Os seus modelos tinham desempenhos muito superiores à grande maioria das motos da época e, já nos anos 20, as suas motos eram vendidas com certificados individuais garantindo que aquela moto foi testada e ultrapassava a velocidade de 100mph (160km/h). 
As suas motos, de grande qualidade, eram conhecidas como "Rolls-Royce das motos", slogan que foi utilizado numa publicidade de 1924, que originou um processo judicial movido pela Rolls-Royce. Após verificação do grande cuidado com que as Brough Superior eram construídas, com um fair play tipicamente britânico, a Rolls-Royce retirou o processo. 

## Curiosidades

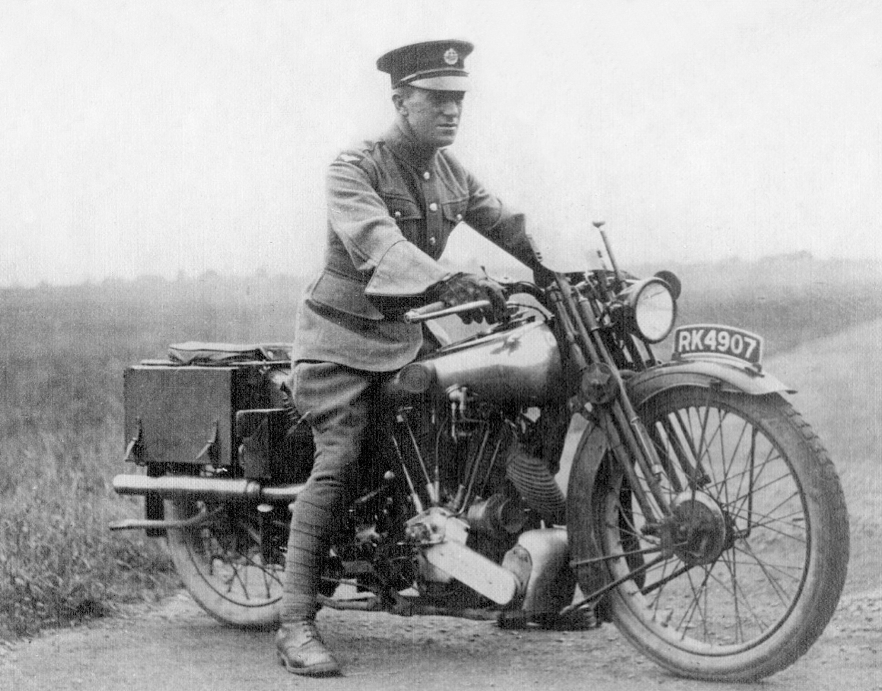
T. E. Lawrence, o famoso Lawrence da Arábia, na sua Brough Superior SS100 (George V) em 1927.

T. E. Lawrence, o famoso Lawrence da Arábia, apaixonado motociclista e amigo de George Brough, teve várias motos desta marca às quais chamava "Boa George" (de Boanerges - deus do trovão - e George - o seu fabricante) e identificou-as sucessivamente de George I a George VII. Morreu em 1935 aos comandos da George VII, enquanto esperava a entrega da George VIII. 
Consta que William Brough terá dito ao filho, após ele ter criado a sua própria marca Brough Superior, "Agora vou ficar conhecido por Inferior!"